# Arahnoiditis
Arahnoiditis je rijetka bolest živaca kod koje dolazi do upale arahnoideje, srednje kralježnične opne koja, kao i vanjska opna - dura, obavija i štiti kralježničnu moždinu. Obično se razvije kao nuspojava uzimanja nekih lijekova ili kao komplikacija pri operativnom zahvatu.